# Haut-du-Them-Château-Lambert
Haut-du-Them-Château-Lambert è un comune francese di 480 abitanti situato nel dipartimento dell'Alta Saona nella regione della Borgogna-Franca Contea.

## Società

### Evoluzione demografica
Abitanti censiti